# Koneko
Koneko (jap. für Katzenjunges) ist ein 2-monatlich erscheinendes deutschsprachiges Magazin der Raptor Publishing, welches sich hauptsächlich mit Anime, Manga, Videospielen und Cosplay befasst.
Die Zeitschrift erscheint seit Februar 2004, anfänglich mit einer Auflage von 55.000 Exemplaren. Inzwischen beträgt die Auflage 48.000 Exemplare. 
Die redaktionelle Projektleitung liegt bei Isabelle Opitz. Ehemaliger Redaktionsleiter ist Marcus Menold, der zuvor bereits als Chefredakteur bei den Magazinen Club Nintendo, MausKlick und anderen agierte. Rubriken der Zeitschrift sind unter anderem Manga- und Anime-Vorstellungen, Berichte aus der Musikszene, Spielevorstellungen, Zeichenworkshops, Künstlerporträts sowie Dōjinshi von unbekannten Zeichnern und Manga von bekannteren Zeichnern. Mit einem Umfang von mittlerweile 100 Seiten kostet eine Ausgabe der Koneko 6,80 Euro in Deutschland.
Koneko beschäftigt sich hauptsächlich mit allen Manga und Anime-Genre sowie der japanischen Kultur und Popkultur. Weitere manga- bzw. japanbezogene Zeitschriften der raptor publishing GmbH sind unter anderem peach, Anime Party, J*beat, Readers Choice und dokidoki.
Im April 2012 gab es bei der J*beat eine Änderung. Sie enthält in der zweiten Hälfte K*beat als integriertes Heft, das sich mit koreanischer Musik befasst. Kurz darauf erscheint das Magazin K*bang, in dem es neben koreanischer Musik auch um die Kultur des Landes geht.
Dezember 2014 veröffentlichte der raptor Verlag in Zusammenarbeit mit der größten deutschsprachigen Sailor Moon-Community, SailorMoonGerman, eine Sonderausgabe zum Thema Magical Girl namens Koneko M.
2015 veröffentlichte der raptor publishing Verlag ein neues Sondermagazin. Chibi Koneko, ein A5 großes Best-of-Magazin zu Koneko, das auf diversen deutschen Anime-Conventions kostenlos vertrieben wird. Zudem wird dieses Magazin als Chibi Koneko TOUCH in einer Deluxe-Version (mit Stickern, Postkarten und einem Softtouch Cover) im Online-Shop angeboten. Ende 2015 erschien das neue Sonderheft Koneko S, das sich mit Shōnen-Anime befasst.